# チチリアーノ
チチリアーノ（伊: Ciciliano）は、イタリア共和国ラツィオ州ローマ県にある、人口約1,300人の基礎自治体（コムーネ）。

## 地理

### 位置・広がり
ローマ県東部のコムーネ。

#### 隣接コムーネ
隣接するコムーネは以下の通り。
- カプラーニカ・プレネスティーナ
- カステル・マダーマ
- チェッレート・ラツィアーレ
- ピゾニアーノ
- サンブーチ
- サン・グレゴーリオ・ダ・サッソラ

### 気候分類・地震分類
チチリアーノにおけるイタリアの気候分類 (it) および度日は、zona E, 2427 GGである。
また、イタリアの地震リスク階級 (it) では、zona 2B (sismicità media) に分類される。

## 行政

### 山岳部共同体
広域行政組織である山岳部共同体「モンティ＝サビニ・ティブルティーニ・コルニコラニ・エ・プレネスティーニ山岳部共同体」 (it:Comunità montana dei Monti Sabini, Tiburtini, Cornicolani e Prenestini) （事務所所在地: ティーヴォリ）に属する。